# Effet Casimir
Pour les articles homonymes, voir Casimir.

Forces de Casimir sur des plaques parallèles.

Forces de Casimir sur des plaques parallèles.

L’effet Casimir, tel que prédit par le physicien néerlandais Hendrik Casimir en 1948, est une force attractive entre deux plaques parallèles conductrices et non chargées. 
Cet effet, dû aux fluctuations quantiques du vide, existe également pour d'autres géométries d'électrodes.  Expérimentalement, on utilise souvent des miroirs.

## Raison
Les fluctuations quantiques du vide sont présentes dans toute théorie quantique des champs. L'effet Casimir est dû aux fluctuations du champ électromagnétique, décrit par la théorie de l'électrodynamique quantique.
L’énergie du « vide » entre deux plaques se calcule en tenant compte uniquement des photons (y compris des photons virtuels) dont les longueurs d’onde divisent exactement la distance entre les deux plaques ({\displaystyle n\lambda =L}, où {\displaystyle n} est un entier positif, {\displaystyle \lambda } la longueur d’onde d’un photon et {\displaystyle L} la distance entre les deux plaques).
Ceci implique que la densité d’énergie du vide (entre ces deux plaques) est fonction du nombre de photons qui peuvent exister entre ces deux plaques.
Plus les plaques sont proches, moins il y a de photons obéissant à la règle {\displaystyle n\lambda =L}, car sont exclus les photons dont la longueur d’onde est supérieure à {\displaystyle L}. Il y a donc moins d’énergie.
La force entre ces deux plaques, à savoir la dérivée de l’énergie par rapport à {\displaystyle L}, est donc attractive.

### Transmission de phonons
Une équipe de l'université de Berkeley a mis en évidence que l'effet Casimir permettait la transmission de phonons à travers le vide ce qui révèle un nouveau mode de transfert thermique dans le vide.

## Énergie du vide
L'effet Casimir dérive de la théorie quantique des champs, qui impose que tous les champs fondamentaux, comme le champ électromagnétique, soient quantiques en chaque point de l'espace. De manière très simple, un champ physique peut être vu comme un espace rempli de balles et de ressorts vibrants tous interconnectés ; la force du champ se matérialise comme le déplacement d'une balle depuis une position au repos. Les vibrations dans ce champ se propagent selon l'équation d'onde appropriée pour le champ particulier en question.
L'hypothèse de seconde quantification de la théorie quantique des champs requiert que chaque combinaison balle-ressort soit quantique, c'est-à-dire que la force du champ sera quantique en chaque point de l’espace. Le champ se décrit partout comme un oscillateur harmonique quantique simple. Les excitations du champ correspondent à des particules élémentaires de la physique des particules. Toutefois, le vide a une structure complexe. Tous les calculs de la théorie quantique des champs doivent être rendus relatifs à ce modèle de vide. 
Le vide a, implicitement, toutes les propriétés qu'une particule peut avoir : spin, polarisation dans le cas de la lumière, énergie, etc. Toutes ces grandeurs ont des valeurs moyennes nulles : le vide est, après tout, « vide » en ce sens, à l'exception près de l'énergie. La quantification d'un oscillateur harmonique simple montre que son énergie minimale, encore appelée énergie du point zéro, vaut : {\displaystyle {E}={\begin{matrix}{\frac {1}{2}}\end{matrix}}\hbar \omega \ .}
La somme de l'énergie de tous les oscillateurs dans tout l'espace donne une quantité infinie. Pour s'en débarrasser, on « renormalise » : on considère comme seules significatives les différences d'énergie (un peu comme la tension électrique, dont seules les différences comptent).
Si la renormalisation permet de prédire des résultats corrects, elle demeure fondamentalement problématique. L'élimination de cet infini est l'un des défis de la « Théorie du tout ». On ne sait actuellement pas pourquoi il convient de donner à cet infini une valeur nulle. La quantité d'énergie du vide, à l'échelle de l'univers, serait modélisée par la constante cosmologique dans l'équation d'Einstein.

## Expression de la force par unité de surface
Sauf remarque, les effets de bord sont toujours négligés.

### Analyse dimensionnelle
Soient deux grandes plaques métalliques planes de surface {\displaystyle S},  parallèles entre elles, et séparées par une distance {\displaystyle L}. On suppose que, si les plaques sont rectangulaires avec {\displaystyle \scriptstyle S=D\cdot H\,}, l'espacement {\displaystyle L} entre les deux plaques parallèles est petit par rapport aux longueurs {\displaystyle D} et {\displaystyle H}. On peut alors calculer une force par unité de surface en négligeant les effets de bords. 
On suppose de plus que les plaques sont des conducteurs parfaits de conductivité électrique infinie, et qu'elles ne sont pas chargées.
L'effet étant d'origine quantique et relativiste, on s'attend à ce que la force par unité de surface de Casimir dépende des deux constantes fondamentales :
- la vitesse de la lumière dans le vide {\displaystyle c} ;
- la constante de Planck réduite {\displaystyle \hbar }.

De plus, il est plus que probable que l'effet dépende aussi de la distance {\displaystyle L} entre les plaques.
On postule donc que la force par unité de surface s'écrit :
| {\displaystyle {\frac {dF}{dS}}\ =\ k\ L^{\alpha }\ c^{\beta }\ \hbar ^{\gamma }} |

où {\displaystyle k} est un nombre pur, sans dimension, et {\displaystyle \alpha ,\beta ,\gamma } trois nombres à déterminer. L'analyse dimensionnelle donne le système d'équations :
| {\displaystyle \left\{{\begin{matrix}\gamma \ &=\ +\ 1\\\alpha \ +\ \beta \ +\ 2\,\gamma \ &=\ -\ 1\\-\ \beta \ -\ \gamma \ &=\ -\ 2\end{matrix}}\right.} |

dont la solution unique est : {\displaystyle \beta =\gamma =1} et {\displaystyle \alpha =-\,4}, soit :
| {\displaystyle {\frac {dF}{dS}}\ =\ k\ {\frac {\hbar \,c}{L^{4}}}} |

### Résultat exact de Casimir
Le calcul exact, fait par Casimir en 1948, suppose une température thermodynamique identiquement nulle : {\displaystyle T=0} K. Il donne une valeur non nulle négative de la constante {\displaystyle k} : 
| {\displaystyle {\frac {dF}{dS}}\ =\ -\ {\frac {\pi ^{2}}{240}}\ {\frac {\hbar \,c}{L^{4}}}} |

Le signe moins indique que cette force est attractive. Le lecteur intéressé par ce calcul le trouvera détaillé dans l'article de revue de Duplantier. La norme de la force attractive de Casimir entre deux plateaux d'aire {\displaystyle A} séparés par une distance {\displaystyle L} peut être calculée par la formule : 
| {\displaystyle F\ =\ {\frac {\pi ^{2}}{240}}\ {\frac {\hbar \,c}{L^{4}}}\ A} |

### Effets de température finie
Les expériences réelles ayant toutes lieu à température finie : {\displaystyle T>0}, il faut estimer ces effets de température, essentiellement dus au rayonnement du corps noir. Introduisons la « température inverse » {\displaystyle \beta =1/(kT)}, où {\displaystyle k} est la constante de Boltzmann. L'analyse dimensionnelle montre que le paramètre :
| {\displaystyle \alpha \ =\ {\frac {\pi \beta \hbar c}{L}}} |

est sans dimension. On étudie alors la limite réaliste de courte distance {\displaystyle L\to 0} à température {\displaystyle T} fixée, correspondant au cas où {\displaystyle \alpha \gg 1}. Dans cette limite, on obtient :
| {\displaystyle {\frac {dF}{dS}}\ =\ -\ {\frac {\pi ^{2}}{240}}\ {\frac {\hbar \,c}{L^{4}}}\ -\ {\frac {\pi ^{2}}{45}}\ {\frac {1}{\beta }}\ {\frac {1}{(\beta \hbar c)^{3}}}\ +\ {\frac {1}{\beta }}\ {\frac {\pi }{L^{3}}}\ e^{-\,\alpha }\ +\ O(e^{-\,2\,\alpha })} |

Le premier terme est le terme de Casimir à température nulle, le deuxième est la contribution attractive due au rayonnement du corps noir dans un volume infini, et le troisième et dernier correspond aux corrections de taille finie dues aux plaques sur la contribution du rayonnement du corps noir.
À la température ambiante : {\displaystyle T\sim 300\ K} et pour un espacement réaliste {\displaystyle L\sim 0.5\ \mu m}, la valeur numérique de {\displaystyle \alpha \sim 48} : le troisième terme correspondant aux corrections de taille finie sur la contribution du rayonnement du corps noir, en {\displaystyle e^{-\,\alpha }}, est donc totalement négligeable en pratique. 
Quant au rapport (sans dimension) du second terme sur le premier, il vaut alors :
| {\displaystyle \gamma \ =\ {\frac {\mathrm {corps~noir} }{\mathrm {Casimir~a~} T=0}}\ =\ {\frac {240}{45}}\ {\frac {L^{4}}{(\beta \hbar c)^{4}}}\ \sim \ 10^{-4}} |

Dans les conditions expérimentales usuelles, tout se passe donc comme si on était à température nulle. Le lecteur intéressé par une analyse détaillée la trouvera dans l'article de revue de Duplantier.

## Couple
Quand les objets qui interagissent à travers le vide sont optiquement anisotropes, les diverses polarisations de la lumière sont soumises à des indices de réfraction différents, ce qui induit un couple tendant à faire tourner les objets vers une position mutuelle d'énergie minimale. Cet effet, prédit dès 1972, a été confirmé expérimentalement en 2018,.

## Lien avec les séries divergentes
Pour certains, le calcul de la force de Casimir serait lié à la notion de sommation de Ramanujan de la série divergente 1 + 2 + 3 + 4 + … ; ainsi, une série, somme d’une infinité de termes, pourrait avoir un sens même si elle ne converge pas vers une limite finie. La notion de série divergente, bien connue des mathématiciens, trouverait donc ici une application concrète en physique.
Le calcul détaillé montre que cette force résulte de la différence entre les forces exercées par le vide à l'intérieur et celui à l'extérieur des plaques. La résultante est alors la différence entre une série et l'intégrale associée, et prend une valeur finie (bien que les deux termes soient infinis[réf. souhaitée], puisque la somme et l'intégrale divergent) qui peut être évaluée grâce à la formule d'Euler-Maclaurin.

## Importance possible de l'effet Casimir sur l'origine de l'Univers
Dans une hypothèse de l'existence de l'univers branaire, l'effet Casimir pourrait être la cause de :
- l'existence de la gravité et la création de particules dans notre univers[11] ;
- l'inflation cosmique[12].

## Histoire
Cet effet, prédit par Casimir en 1948,, a depuis fait l'objet d'un certain nombre de vérifications expérimentales :
- la première en 1958 par Marcus Sparnaay (de). Cette expérience a seulement montré une force attractive qui « n'est pas en contradiction avec la prédiction théorique de Casimir ». On peut attribuer à cette première expérience une marge d'erreur de 100 % ;
- la première expérience au résultat non ambigu date de 1978, et a été réalisée par van Blokland et Overbeeck. On peut attribuer à cette expérience une précision de l'ordre de 25 % [16] ;
- à la fin des années 1990, Umar Mohideen et ses collègues de l'université de Californie[17] vérifient la prédiction théorique de Casimir avec une précision de l'ordre de 1 %. À ce niveau de précision, des effets de réflexion imparfaite des miroirs doivent être inclus dans le calcul théorique ;
- à la fin des années 2010, la Physical Review Letters publie des articles sur la combinaison de la supraconductivité et l’effet Casimir pour étudier la gravité quantique[18] ;
- fin 2018, un couple de Casimir a été mesuré entre un cristal biréfringent (calcite, niobite lithiée, rutile ou vanadate d'yttrium) et un cristal liquide (5CB (en), nématique), en mettant à profit les propriétés élastiques de ce matériau[8],[9].